# 아우구스타 제2군단
아우구스타 제2군단(Legio II Augusta, 아우구스투스의 제2군단)은 로마 공화정 말기에 창설된 제정 로마의 군대의 군단 중 하나이다. 군단의 상징은 염소, 페가수스, 마르스이었다. 아우구스투스 재위 시기에 거둔 승전이나 그 기간에 재창설되어 '아우구스타'라는 명칭을 지닌 것으로 보인다.

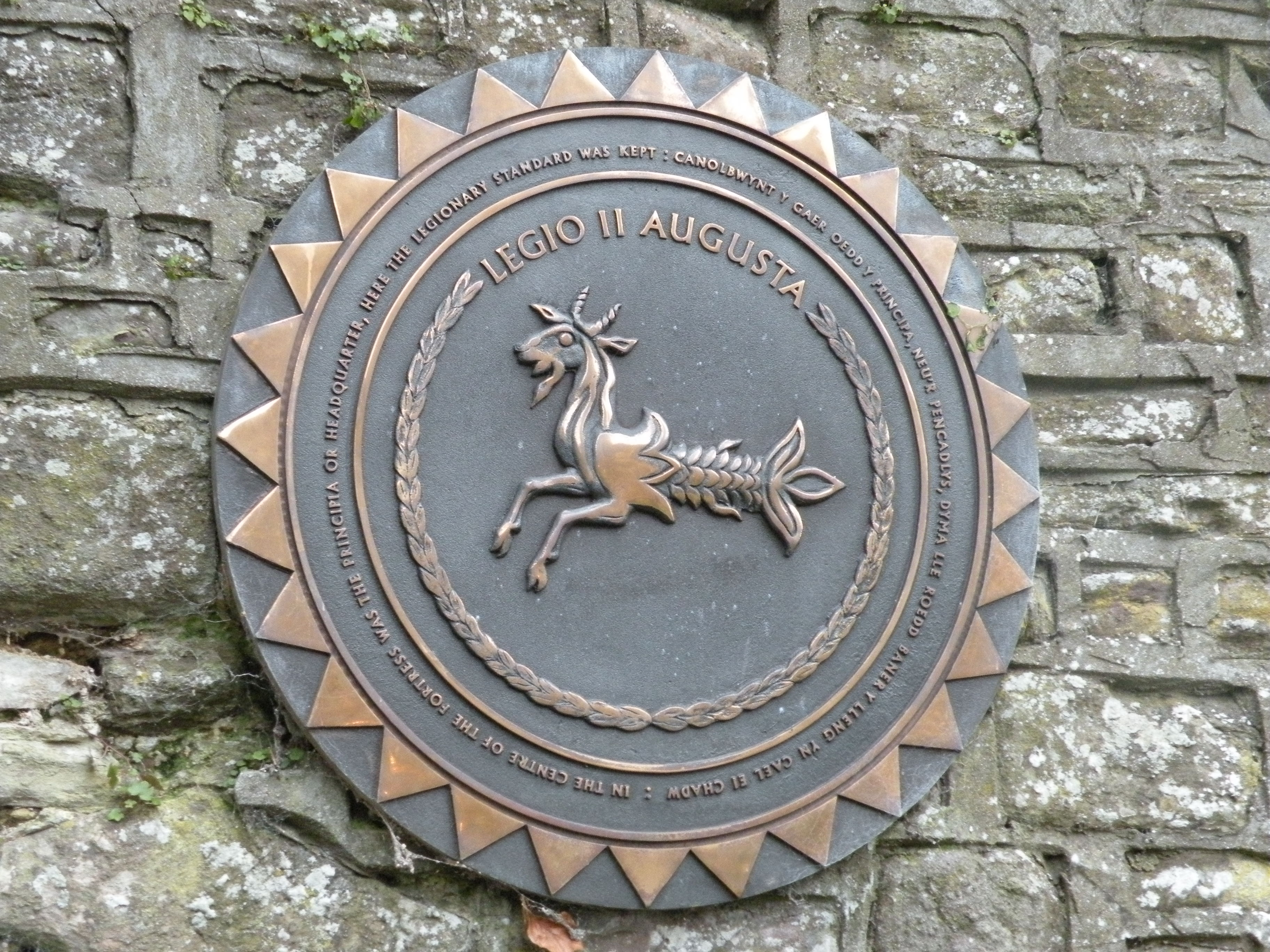
상징 중 하나로 사용된 염소

## 공화정 시대
사비나 제2군단 (Legio II)은 후기 로마 공화정 시대의 군사 부대로, 율리우스 카이사르가 기원전 48년에 집정관을 지내던 때 그가 창설했을 수 있다. 폼페이우스와 맞선 군단 중 하나로 기록된, 이들 군단은 이후 기원전 45년 문다 전투에 참전했었다.
앞서 언급한 것이 사실 아닐 경우  제2군단은 집정관 가이우스 비비우스 판사가 기원전 43년에 창설한 것일 수 있으며, 사비나에서 징집하여 이러한 별칭이 붙었을 것이다. 이 이론이 사실일 경우, 삼두정치 세력인 옥타비아누스와 마르쿠스 안토니우스의 편에서 기원전 42년 필리피 전투에 참전했을 것이다.
공화정 세력이 패한 뒤, 제2군단은 옥타비아누스에 맹세하여 기원전 31년 악티움 해전까지 이 맹세가 이어졌고, 이후에 기원전 30년과 14년 사이에 해체된 것으로 보이며 (105,000명에서 120,000명의 베테랑 병사들이 전역) 일부 병사들은 새로운 아우구스타 제2군단으로 통합되었을 것으로 보인다.

## 제정 시대

### 히스파니아
아우구스투스의 집권이 시작된, 기원전 26년에, 아우구스타 제2군단은 칸타브리아 전쟁을 위해 히스파니아 타라코넨시스 북쪽으로 옮겨졌다. 이 전쟁은 히스파니아 내 로마의 우위를 결정적으로 이뤄냈다. 히스파니아에 주둔된 기간, 이들 군단은 게르마니카 제1군단과 함께 식민도시 아키의 건설을 도왔다. 또한 도시 카르텐나 건설을 하기도 했다.

### 게르마니아와 갈리아
토이토부르크 숲 전투에서 군단 몇 개가 전멸당하면서, 아우구스타 제2군단이 게르마니아의 추정상 모군티아쿰 지역으로 이동되었다. 게르마니아에 주둔한 동안인, 서기 15년에 게르만 부족들에 대한 게르마니쿠스의 군사 작전에 참여했을 것이다. 게르마니쿠스가 로마로 복귀한 이후로는 아르겐토라툼에 배치됐다. 게르마니아에서 복귀하던 중에, 군단은 폭우와 강한 폭풍으로 피해를 입었다. 율리우스 사크로비르 그리고 율리우스 플로루스 등이 갈리아에서 로마 제국에 반란을 일으키자, 가이우스 실리우스 휘하에 있던 아우구스타 제2군단은 반란을 진압하는 데 도움을 줬을 것이다.

### 브리타니아

#### 브리타니아 침공과 부디카의 봉기
아우구스타 제2군단은 클라우디우스의 브리타니아 정복 기간 사용됐던 군단 네 개 중 하나였다. 당시에 아우구스타 제2군단의 군단장은 베스파시아누스였다. 그는 두로트리게스족과 둠노니족에 대한 군사 활동을 지휘했었다. 군사 활동 중에 군단은 브리타니아 남부를 가로 질러 진격하여 여러 부족들과 수많은 전투를 치렀다.
아우구스타 제2군단은 처음에는 앨체스터에 주둔했었고 서기 49년에는 와던힐로 옮겨졌다. 55년부터 엑서터를 기지로 했고 66년부터는 글레붐에 있었을 수 있다.
부디카 여왕의 봉기 당시에, 아우구스타 2군단의 레가투스와 트리부누스들이 총독인 수에토니우스 파울리누스와 있었기에 봉기 때 군단장 역할을 했던 프라이펙투스 카스트로룸 포이니우스 포스투무스는 수에토니우스의 합류 명령을 거부하여 후에 자결 처형 처분을 받았다.

#### 네 명의 황제의 해
네 명의 황제의 해 기간인 69년에, 아우구스타 제2군단의 벡실라티온은 오토 황제의 편에 섰다. 오토가 몰락한 뒤, 벡실라티온은 비텔리우스 측으로 편을 바꾸었다. 이 벡실라티온은 비텔리우스의 로마 진격에 참여했을 수 있으며, 오토의 군단들과 격돌한 크레모나 전투에서 교전했다. 이후 벡실라티온 소속 병사들은 베스파시아누스의 군대에 패했고 70년 로마로 복귀했다. 아우구스타 제2군단의 본대는 베스파시아누스에게 지속적으로 충성했을 것이다.

#### 브리타니아에서 복무 지속
서기 74년부터 78년까지 브리타니아 총독을 지낸 율리우스 프론티누스는 실루레스족에 대한 군사 활동을 벌였고 전쟁 기간에 웨일스의 칼리언 요새가 지어졌는데 이곳을 75년부터 군단이 주둔했다. 군단은 아그리콜라의 브리타니아 총독 임기 때조차도 그곳에 있었다. 그럼에도 아우구스타 제2군단의 일부 벡실라티온들이 몬스 그라우피우스 전투에서 교전했다.
139년 군단은 안토니누스 방벽 건설을 도왔다. 155년과 158년에 브리타니아 전역에서 반란이 퍼졌던 기간에, 아우구스타 제2군단은 이 반란을 진압하던 군단 중 하나였다. 브리타니아 군단의 군단들은 이때 큰 피해를 입었고, 게르마니아 속주들에서 보충 병력이 데려와졌다.
196년, 브리타니아 총독 데키무스 클로디우스 알비누스는 스스로 황제로 선포하였고 아우구스타 제2군단은 그의 주장을 지지하였다. 알비누스의 군단은 황제 자리에 오른 셉티미우스 세베루스에게 패했다. 하지만 로마 군단이 브리타니아에 없는 동안, 브리타니아는 픽트족들의 침입을 받았다. 세베루스 황제는 픽트족들을 막기 위해 스코틀랜드 정복을 시도했고, 세베루스와 픽트족과 교전하던 중, 아우구스타 제2군단은 카르파우 인근 요새에 배치되어 있었다. 언제 아우구스타 제2군단이 '안토니나'라는 별칭을 받았는지는 알려져 있지 않으나 황제에게 이 병사들이 소중하다는 것을 의미했다. 이는 카라칼라나 헬리오가발루스 시기 때 일어났다,
세베루스 알렉산데르가 로마 황제로 있던 기간, 스코틀랜드 정복 계획은 폐기되었고 제2군단은 칼리언으로 복귀했다. 아우구스타 제2군단은 255년에도 여전히 그곳에 있었다. 이 군단에 대해 알려진 마지막 언급은 노티티아 디그니타툼으로 군단이 리스버로에 있다고 하였는데 이는 칼리언이 버려졌음을 시사한다.

## 확인된 출신 인물
| 이름                                          | 계급                    | 시기                     | 속주                       | 병사 위치     | 퇴역병 위치                             | 출처                                                                   |
| --------------------------------------------- | ----------------------- | ------------------------ | -------------------------- | ------------- | --------------------------------------- | ---------------------------------------------------------------------- |
| 카이우스 라르겐니우스                         | 밀레스                  |                          | 게르마니아                 | 아르겐토라툼? | 아르겐토라툼                            |                                                                        |
| 가이우스 카이트로니우스 미키오                | 레가투스 레기오니스     | 34년경–36년              | 게르마니아 수페리오르      |               |                                         | 《CIL》 II, 2423                                                       |
| 루키우스 안티스티우스 루스티쿠스              | 트리부누스              | 69년경                   | 브리타니아                 |               |                                         | AE 1925, 126                                                           |
| 그나이우스 율리우스 아그리콜라                | 트리부누스              |                          | 브리타니아                 |               |                                         |                                                                        |
| 가이우스 파비우스 아그리피누스                | 트리부누스              | 140년 이전               | 브리타니아                 |               |                                         | AE 1955, 174                                                           |
| 푸블리우스 셉티미우스 게타                    | 트리부누스              | 170년대 추정             | 브리타니아                 |               |                                         |                                                                        |
| 율리우스 마르켈리누스                         | 켄투리오                |                          | 브리타니아                 | 반나          |                                         |                                                                        |
| 포이니우스 포스투무스                         | 프라이펙투스 카스트로룸 | 서기 60년-61년           | 브리타니아                 | 글레붐        | 워틀링 가도 전투 이후 수치로 자결을 함. | 타키투스 The Annals. 4.12; 14.37                                       |
| 티투스 플라비우스 베스파시아누스              | 레가투스 레기오니스     | 서기 42년-47년           | 브리타니아                 | 이탈리아      | 로마                                    | 수에토니우스Vesp. 4; Tacitus Hist. III 44; Josephius Bell. Jud. III 12 |
| 아울루스 라르키우스 프리스쿠스                | 레가투스 레기오니스     | 97년과 105년 사이        | 브리타니아                 |               |                                         | 《CIL》 VIII, 17881                                                    |
| 아울루스 클라우디우스 카락스                  | 레가투스 레기오니스     | 141년경-144년경          | 브리타니아                 |               |                                         | AE 1961, 320                                                           |
| 프론토 아이밀리아누스 칼푸르니우스 루필라누스 | 레가투스 레기오니스     | 161/169년 혹은 177/180년 | 브리타니아                 |               |                                         | 《CIL》 VII, 98 = 틀:RIB                                               |
| 퀸투스 아우렐리우스 폴루스 테렌티아누스       | 레가투스 레기오니스     | 185년과 190년 사이       | 브리타니아                 |               |                                         | AE 1965, 240                                                           |
| 루키우스 율리우스 율리아누스                  | 레가투스 레기오니스     | 2세기 말                 | 브리타니아                 |               |                                         | 《CIL》 XI, 4182,《CIL》 VII, 480                                      |
| 티베리우스 클라우디우스 파울리누스            | 레가투스 레기오니스     | 3세기 초                 | 브리타니아                 |               |                                         | 《CIL》 XIII, 3162                                                     |
| 비툴라시우스 라이티니아누스                   | 레가투스 레기오니스     | 253년과 259년 사이       | 브리타니아                 |               |                                         | 《CIL》 VII, 107                                                       |
| 티투스 플라비우스 포스투미우스 바루스         | 레가투스 레기오니스     | 3세기                    | 브리타니아                 |               |                                         | 《CIL》 VII, 95                                                        |
| 루키우스 발레리우스 게미누스                  |                         | 서기 43년-66년           | 브리타니아                 |               | 앨체스터                                |                                                                        |
| 플라비우스 콰드라투스                         | 아퀼리페르              | ?                        | 히스파니아                 | 올리시포      |                                         | 《CIL》 II, 266 = HEp 11, 2001                                         |
| 티투스 플라비우스 루푸스                      | 켄투리오                |                          | 이탈리아, 모이시아, 다키아 |               | 다키아                                  | 《CIL》 XI, 20 = ILS 2082, 《CIL》 III, 00971                          |

## 같이 보기
- 로마 군단

## 참고 문헌
- livius.org account 보관됨 2015-05-03 - 웨이백 머신
- Field, N. (1992). 《Dorset and the Second Legion》. Tiverton: Dorset Books. ISBN 1-871164-11-7.
- Keppie, Lawrence (2000). 〈The Origins and Early History of the Second Augustan Legion〉. 《Legions and Veterans: Roman Army Papers 1971-2000》. Stuttgart: Franz Steiner Verlag. 123–147쪽. ISBN 3-515-07744-8.